# Словінський національний парк
Слові́нський націона́льний парк (пол. Słowiński Park Narodowy) — національний парк у північній Польщі, на узбережжі Балтійського моря.

## Загальні відомості
Заснований у 1966 році. Розташований у Поморському воєводстві, між містом Леба і селом Рови. Парк має площу 327,44 км², з яких 215,72 км² припадає на сушу і внутрішні води, а 111,71 км² — на прибережні води Балтійського моря.
Словінський парк включає в себе Гарденьсько-Лебську низовину, гряду кінцевої морени, найвищою точкою якої є пагорб Ровокул висотою 115 метрів над рівнем моря і ряд озер: Лебсько (71,4 км²), Гардно (24,69 км²), Довге-Вєлкє (1,56 км²) і Довге-Мале (0,062 км²).
Характерні риси парку — озера, болота, луки, приморський бір, заболочений сосновий ліс і, перш за все, рухомі дюни. Парк є місцем гніздування і зупинки птахів у період міграцій.
У 1977 році ЮНЕСКО включило парк до мережі світових біосферних заповідників за програмою «Людина і біосфера», а в 1995 році парк визнали об'єктом Рамсарської конвенції про водно-болотні угіддя, що мають міжнародне значення.

## Флора
У парку є наступні рослинні угрупування: дюнні, болотні, лучні та лісові, з яких 10 % — бори.
Загалом парк має близько 920 видів судинних рослин, 165 — мохів, 500 — водоростей, 250 — лишайників, 424 — грибів, з яких 46 перебувають під захистом. До них належать, зокрема: плаунець заплавний, ліннея, росичка круглолиста, орхідні, осока піщана, молодильник озерний, морошка.
У грибів під захистом: сморчок, порхавка гігантська, листочня кучерява і веселка звичайна, у лишайників — уснея і бріорія.

## Фауна
У парку мешкає 260 видів птахів, з яких 170 тут гніздяться і виводять потомство. На узбережжі спостерігається побережник ісландський, а також турухтан, мартин сріблястий, кульон великий, коловодник звичайний, галагаз звичайний, баранець звичайний, сіра гуска, попелюх, журавель сірий. Проте, у лісі можна побачити такі види птахів, як беркут, скопа, підорлик малий, лунь, шуліка рудий. Зустрічаються також сови — у тому числі пугач звичайний і сич волохатий.
У парку також живуть рідкісні метелики, жуки й колемболи, ропухові і жаб'ячі. Всього представлени 490 видів комах, у тому числі жуки Carabus (15 видів), вусач дубовий малий і жук-відлюдник.
З 10-ти видів земноводних тут зустрічаються: ропуха звичайна і ропуха очеретяна, жаба трав'яна, жаба гостроморда, ставкова жаба, жаба їстівна, жаба озерна, часничниця звичайна, тритон гребінчастий, тритон звичайний; з 5-ти видів плазунів: ящірка прудка, ящірка живородна; з тюленевих: фоцена звичайна і тев'як. Поодинокі таки рідкісні види в Європі, як бобер європейський, видра, лисиця звичайна, борсук європейський, заєць сірий, сарна європейська, олень благородний.

## Галерея

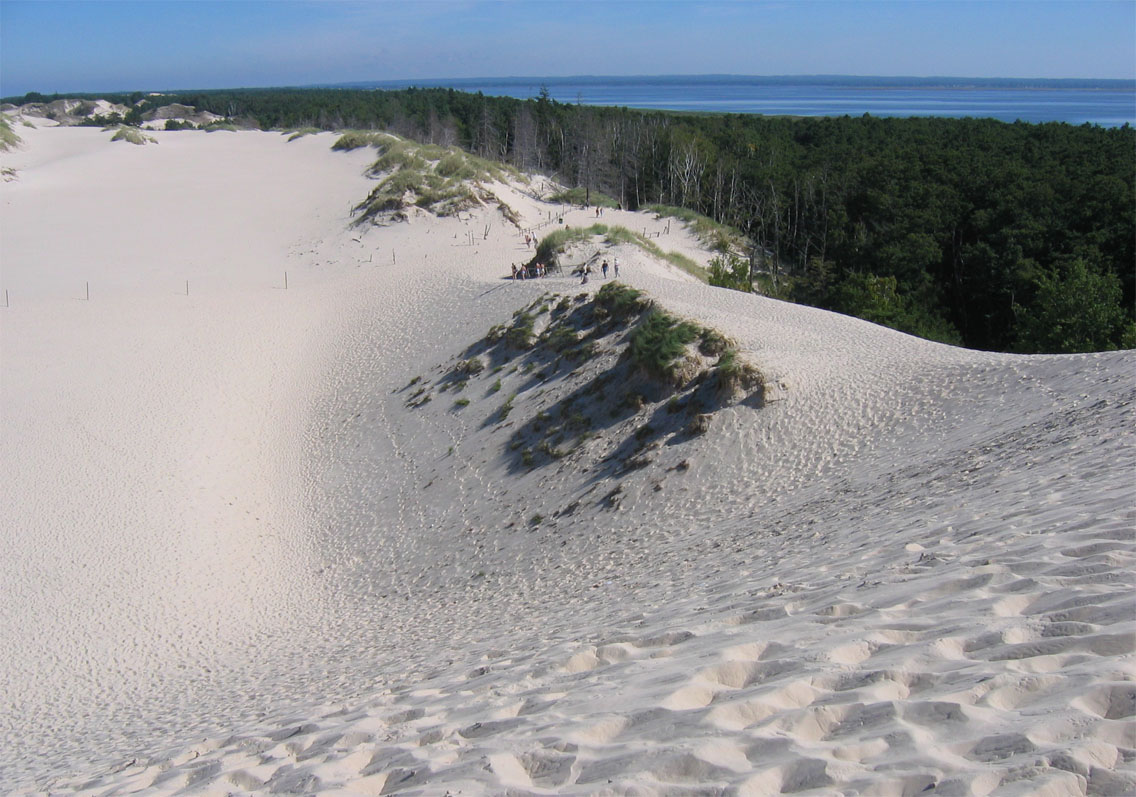
Дюни
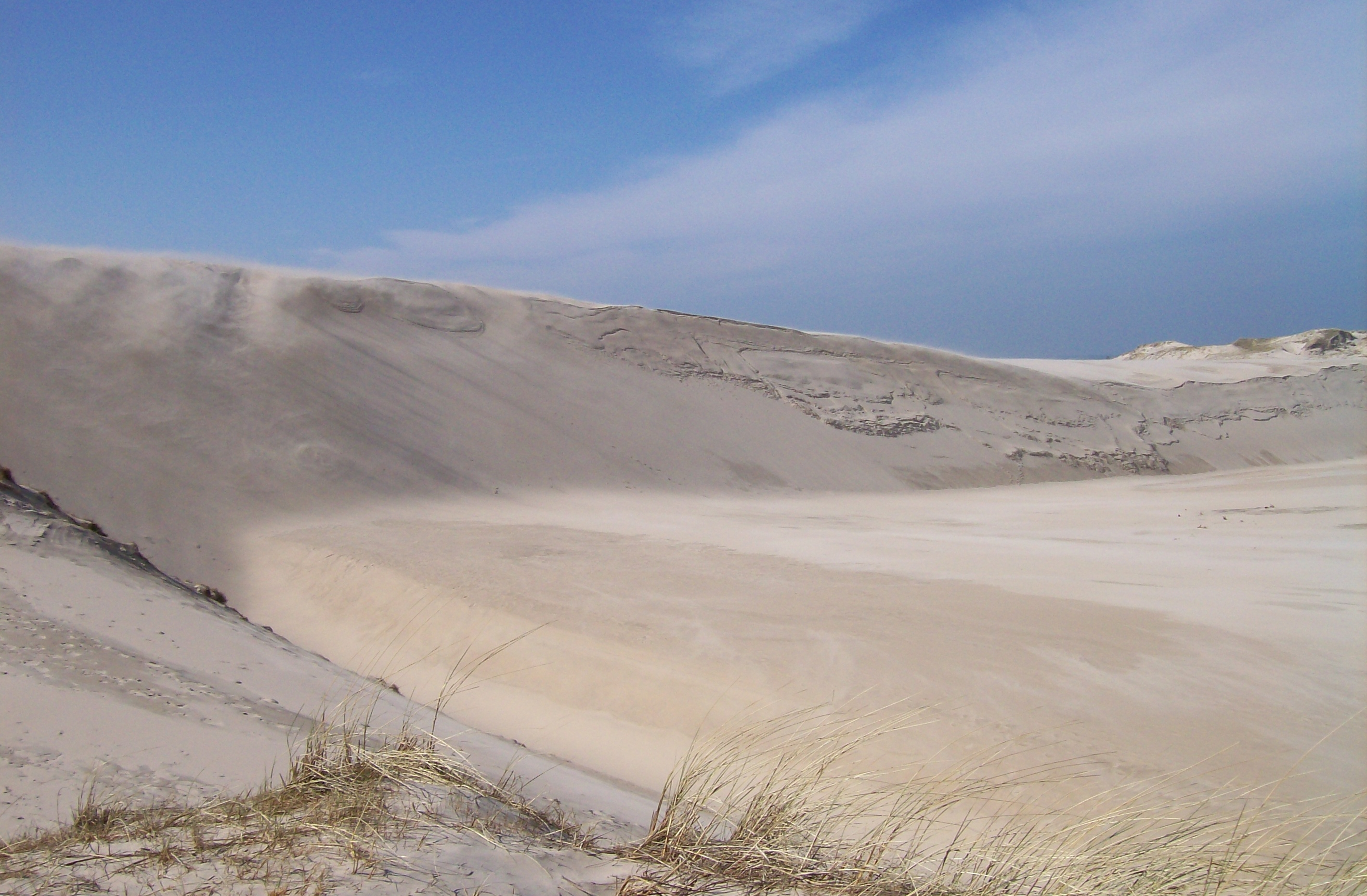
Дюни
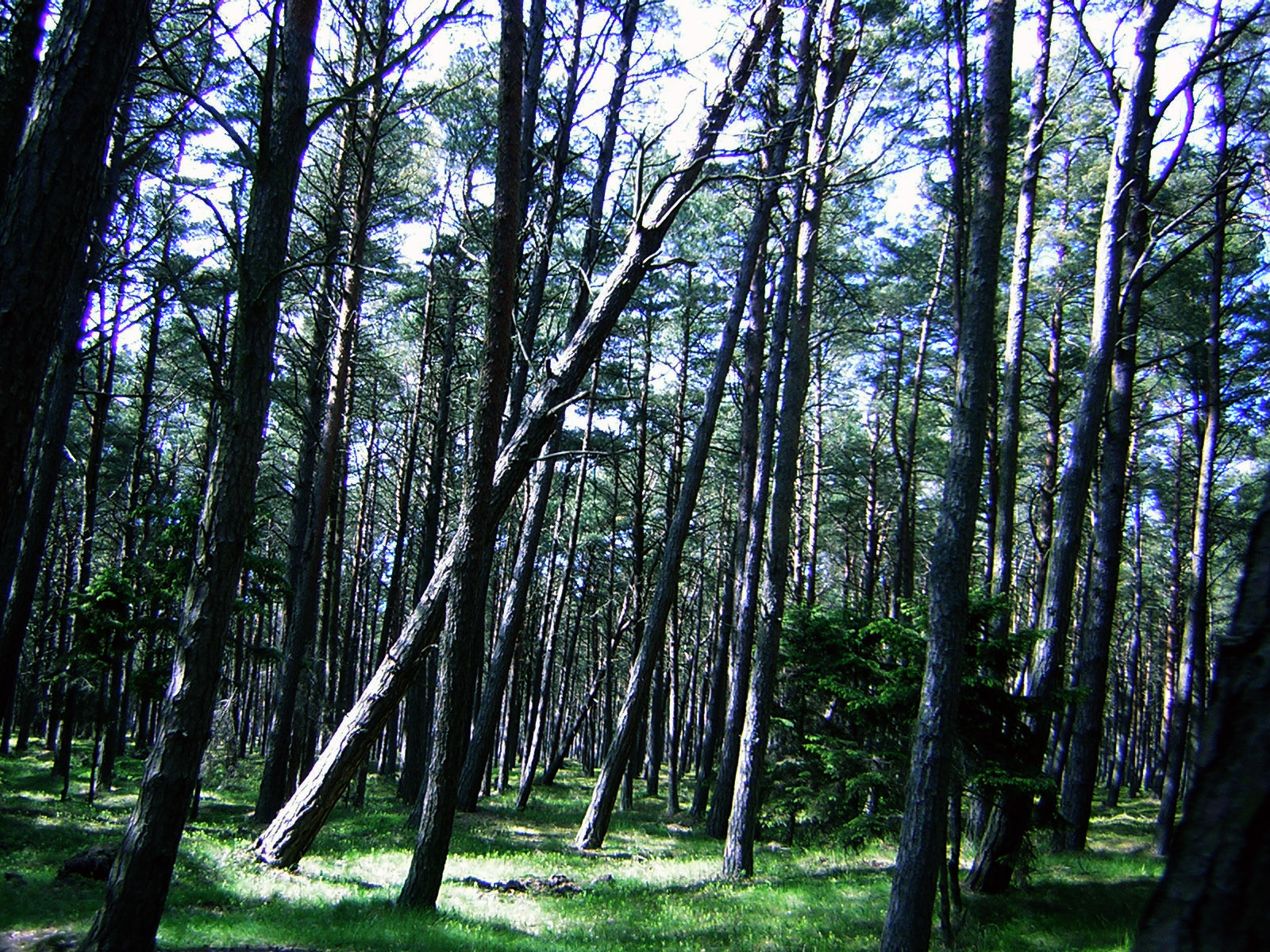
Ліс у Словінському парку
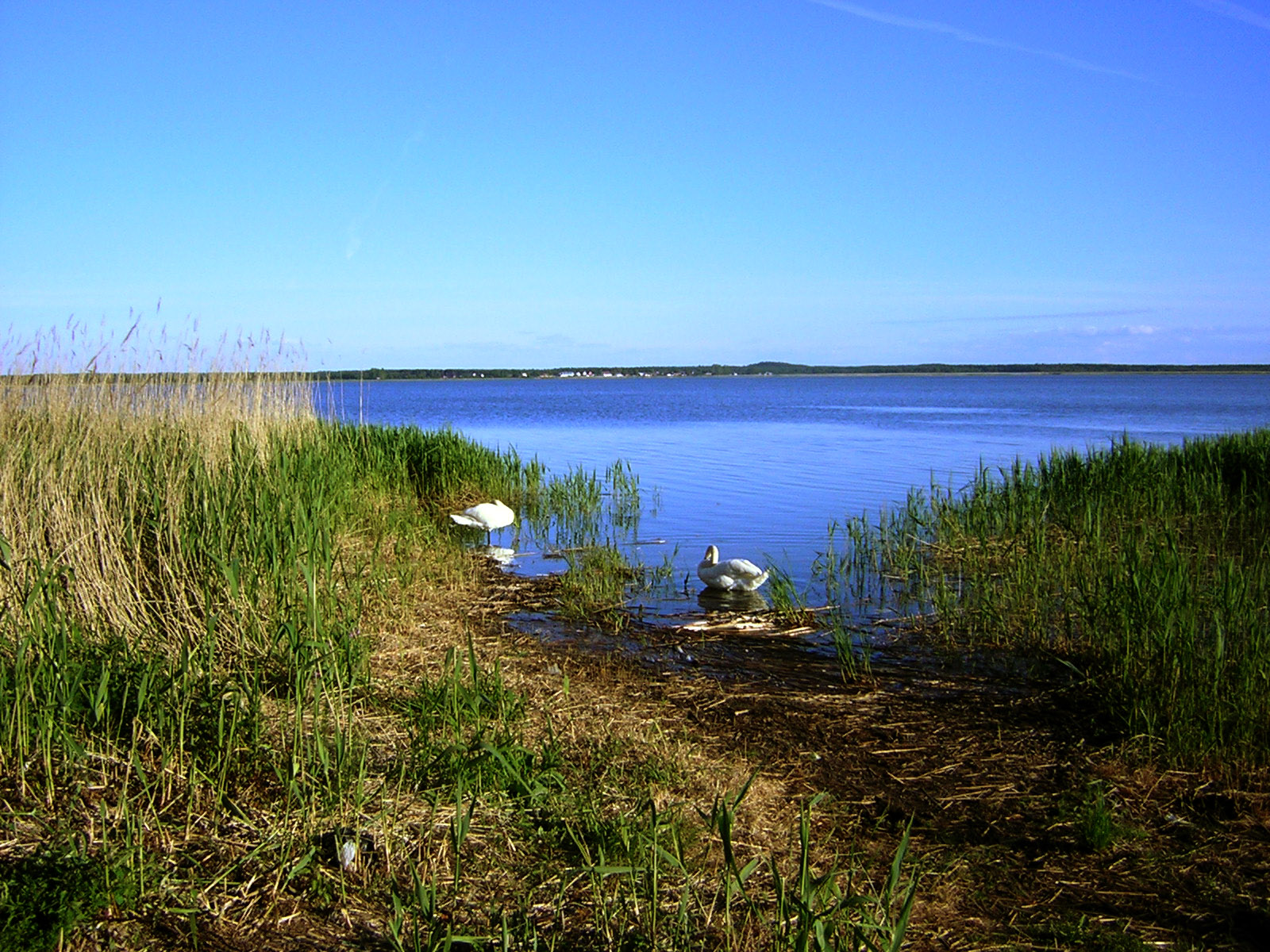
Лебське озеро
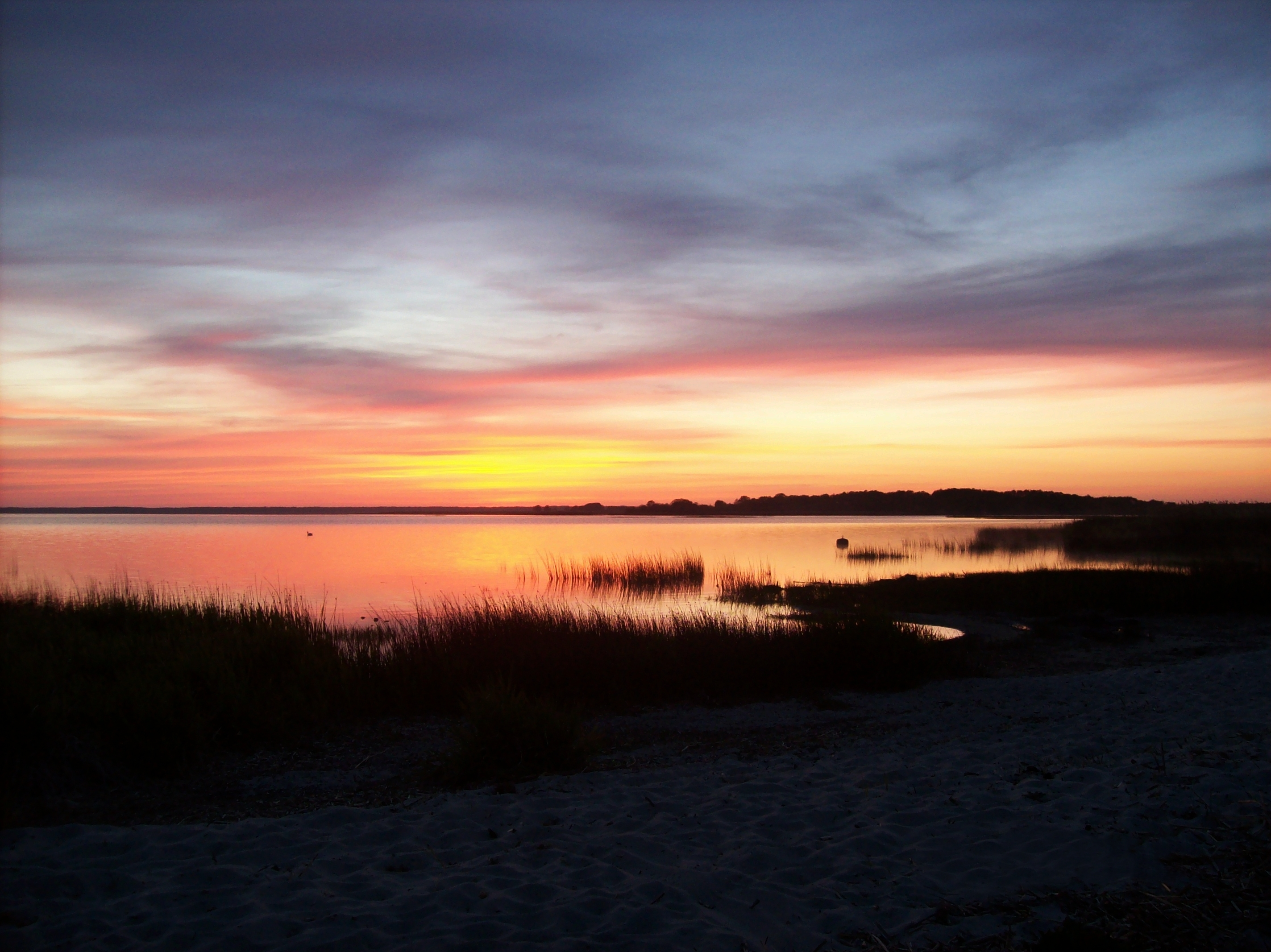
Захід сонця над озером Гардно
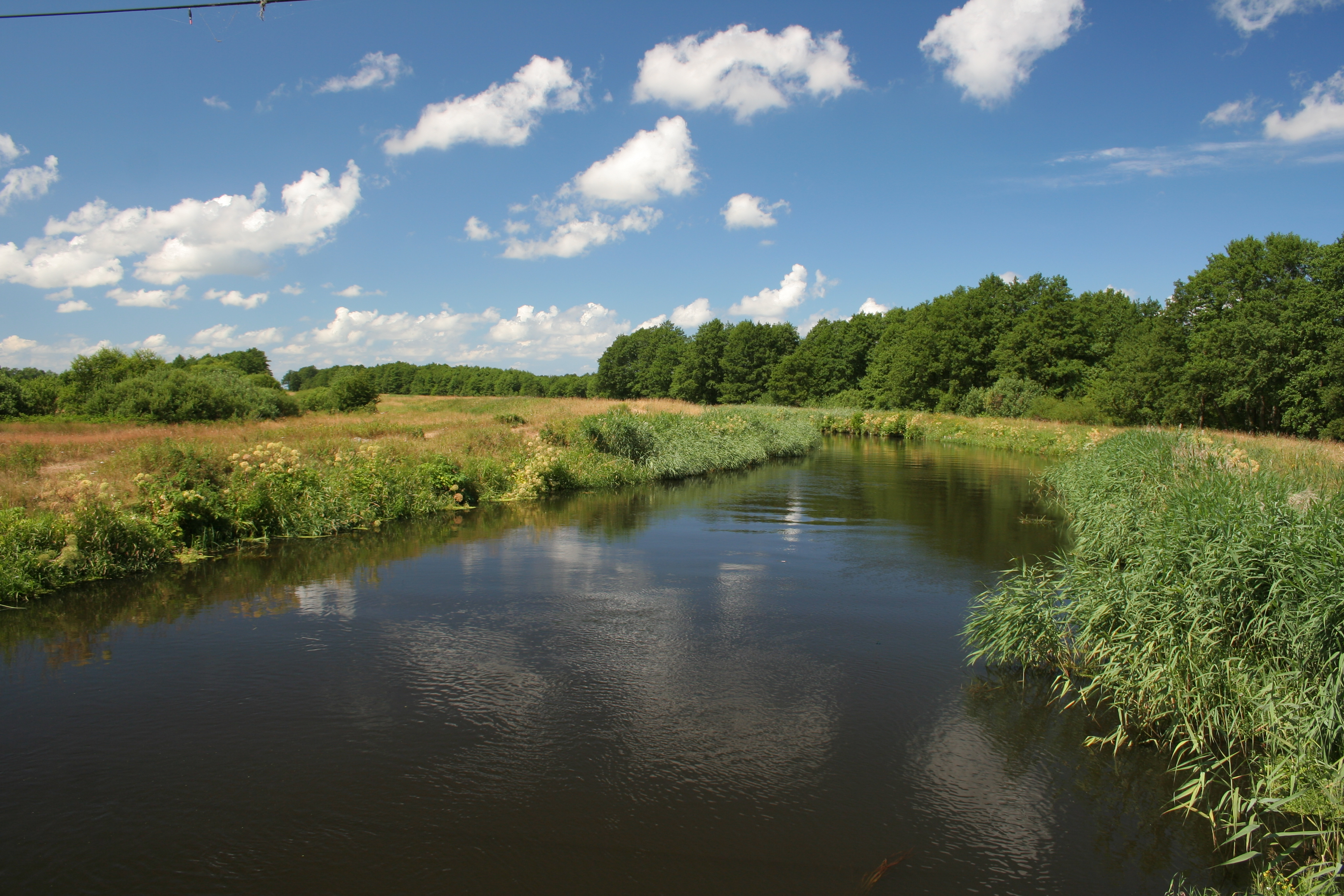
Річка Леба
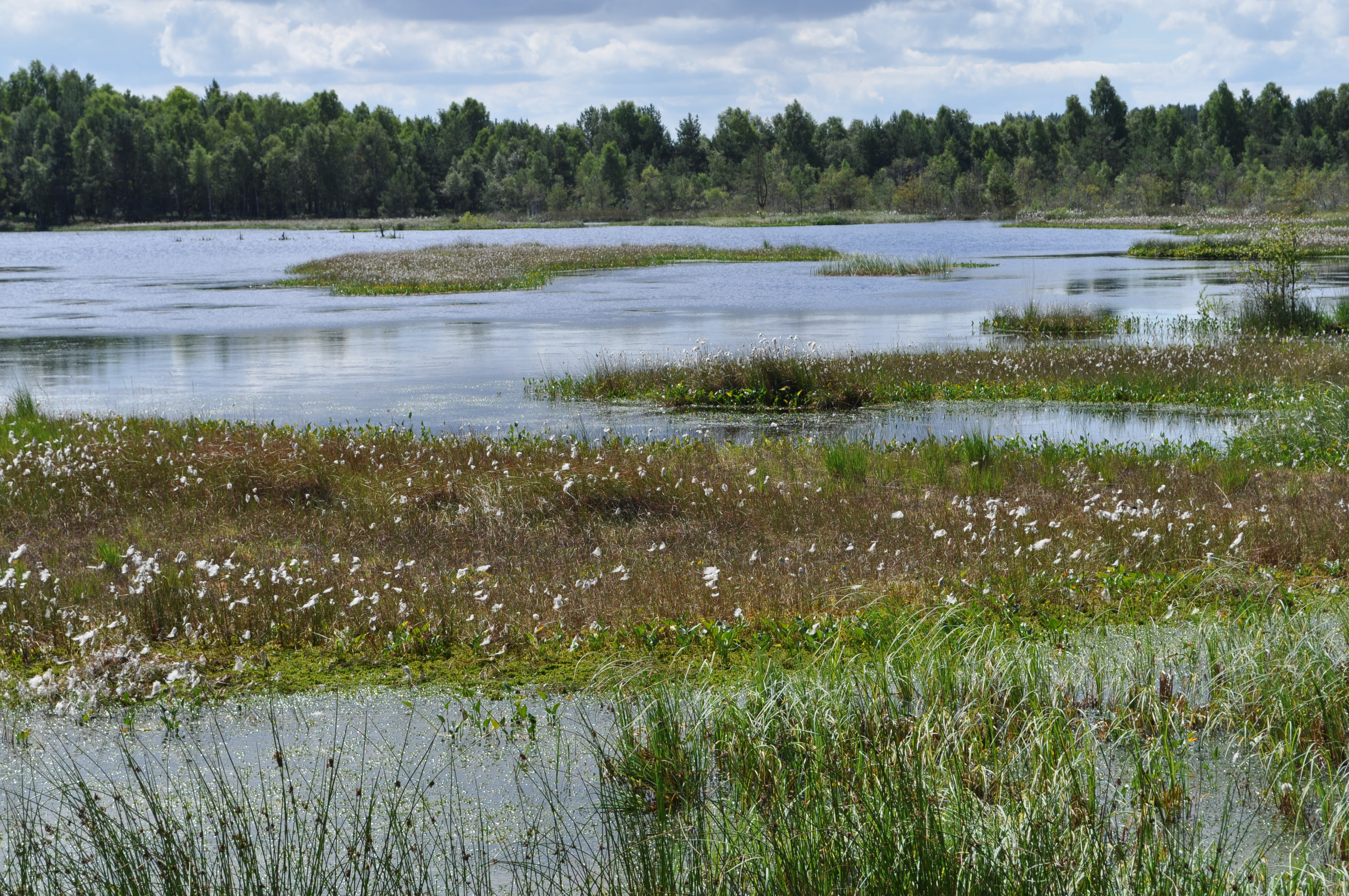
Болото
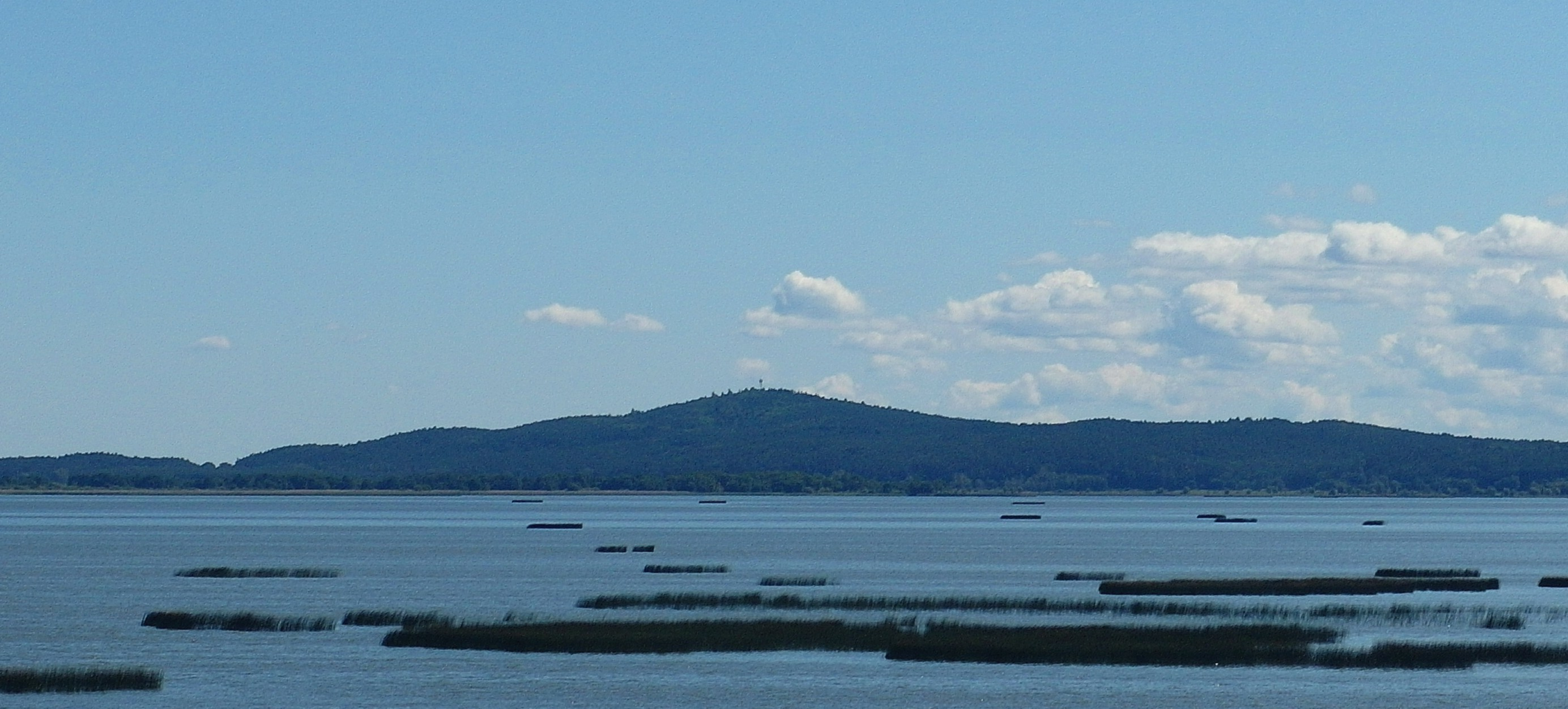
Пагорб Ровокул і озеро Гардно